# Leptodoras cataniai
Leptodoras cataniai is een straalvinnige vissensoort uit de familie van de doornmeervallen (Doradidae). De wetenschappelijke naam van de soort is voor het eerst geldig gepubliceerd in 2005 door Sabaj Pérez.